# Meral Akşener
Meral Akşener, nata Gürer (İzmit, 18 luglio 1956), è una politica, insegnante e storica turca. Ministra dell'Interno dal 1996 al 1997 e vicepresidente della Grande Assemblea Nazionale Turca dal 2007 al 2015, è la attuale leader del Buon Partito (İYİ), partito da lei fondato nel 2017, in seguito a una scissione interna del Partito del Movimento Nazionalista (MHP).
Akşener è una figura di spicco dell'opposizione nella politica turca e diversi osservatori internazionali l'hanno soprannominata la "lady di ferro".

## Biografia
Akşener è nata nel quartiere di Gündoğdu della città di İzmit, nel nord-ovest della Turchia, da una famiglia di origine muhacir. I suoi genitori erano tra le centinaia di migliaia di persone che lasciarono la Grecia per stabilirsi in Turchia nel 1923.
Ha studiato storia presso l'Università di Istanbul e ha ottenuto un dottorato in storia presso l'Istituto di Scienze Sociali dell'Università di Marmara. Successivamente ha lavorato come insegnante di storia presso l'Università Tecnica di Yıldız, l'Università di Kocaeli e l'Università di Marmara.
Alla fine degli anni '70, si iscrisse al Partito del Movimento Nazionalista (MHP), un partito di destra nazionalista turca. In seguito, abbandonò l'insegnamento per intraprendere la carriera politica, venendo eletta deputata di Kocaeli nelle elezioni parlamentari turche del 1995 per il Partito della Giusta Via (DYP).
Sconosciuta al grande pubblico, divenne la prima donna a ricoprire la carica di Ministro dell'Interno nella storia della Turchia, nominata per tale incarico nel governo di coalizione di Necmettin Erbakan, in seguito alle dimissioni di Mehmet Ağar (coinvolto nell'incidente di Susurluk), l'8 novembre 1996. Rimase in carica per soli 9 mesi, in un complicato contesto di guerra nel sud-est della Turchia tra le forze di sicurezza e il Partito dei Lavoratori del Kurdistan (PKK).
Nel 1999, fu rieletta al parlamento come deputata della provincia di Kocaeli. Il 4 luglio 2001, Akşener lasciò il DYP per unirsi alla "corrente riformista" del Partito della Virtù, guidata da Abdullah Gül e Recep Tayyip Erdoğan e in seguito confluita nel Partito della Giustizia e dello Sviluppo (AKP). Tuttavia, non soddisfatta dell'ideologia del nuovo partito, si riunì all'MHP il 3 novembre. Immediatamente, divenne consulente principale per le questioni politiche del presidente dell'MHP, Devlet Bahçeli. Tuttavia, come la maggior parte dei partiti consolidati, il partito fu escluso dal parlamento quando non riuscì a superare la soglia del 10% nelle elezioni anticipate del 2002 e Akşener perse il suo seggio.
Nel 2004, fu candidata alle elezioni comunali per la carica di sindaco di Istanbul. Successivamente, ritornò al parlamento nel 2007 come rappresentante della provincia di Istanbul e fu eletta vicepresidente del parlamento insieme a Güldal Mumcu, che aveva ricoperto la carica di prima vicepresidente della Turchia nel 1968. Akşener ha anche fatto parte del Gruppo di Amicizia Interparlamentare Turchia-Cina nel parlamento.
È stata poi rieletta nelle elezioni parlamentari del 2011 e in quelle di giugno 2015. Tuttavia, non fu nominata nelle liste dell'MHP nelle elezioni anticipate del novembre 2015. Quell'anno, il partito perse la metà dei suoi deputati, e Akşener chiese un congresso straordinario per destituire Bahçeli dalla leadership, al quale rimproverava di essere troppo accomodante con il presidente Erdoğan. A causa della sua opposizione, l'8 settembre 2016, è stata espulsa dall'MHP.
Dopo un breve periodo da indipendente, ha fondato il Buon Partito (İYİ), il 25 ottobre 2017. Nel suo primo discorso rivolto ai suoi seguaci, Akşener ha affermato che la democrazia turca è "minacciata", enfatizzando il desiderio di una società libera e la risoluzione dei problemi del sistema giudiziario turco. Ha anche sottolineato che "i media non dovrebbero essere soggetti a pressioni" e che "la partecipazione democratica, un parlamento forte e la volontà nazionale sono insostituibili". Akşener ha dichiarato che molti di coloro che si uniscono al suo movimento sono giovani cittadini turchi che sono "irritati dalle restrizioni" imposte dal governo alle riunioni pubbliche, alla libertà di espressione e alle limitazioni dei media.
In un sondaggio condotto dall'istituto Gezici e pubblicato il 1º novembre 2017, Akşener veniva considerata una seria candidata alle elezioni presidenziali del novembre 2019. Era accreditata del 38% dei voti al primo turno e avrebbe potuto sconfiggere il presidente uscente Erdoğan al secondo turno con il 52,9% dei voti. Tuttavia, il presidente ha deciso di indire elezioni anticipate per il 24 giugno 2018.
È stata la prima donna a candidarsi a una presidenza in Turchia. Alla fine, si è classificata quarta alle elezioni con il 7,29% dei voti. Il 22 luglio 2018, ha rassegnato le dimissioni dalla leadership del partito, ma è stata poi rieletta in quanto unica candidata nel congresso straordinario tenutosi il 12 agosto 2018.
Akşener ha rifiutato di candidarsi per la presidenza nelle elezioni generali del 2023, affermando invece che sarebbe disposta a candidarsi per il ruolo di primo ministro una volta che l'opposizione riesca a riportare la Turchia a un sistema parlamentare.
Il 3 marzo 2023, ha annunciato di aver preso la decisione di ritirarsi dall'Alleanza della Nazione e ha dichiarato che il suo partito non avrebbe sostenuto il leader principale dell'opposizione del CHP, Kemal Kılıçdaroğlu, come candidato comune alle presidenziali. Tuttavia, il 6 marzo, lei e il suo partito sono rientrati nella coalizione dopo l'intensa critica pubblica e dopo l'annuncio che Ekrem İmamoğlu e Mansur Yavaş sarebbero stati nominati vicepresidenti nel caso in cui Kılıçdaroğlu avesse vinto le elezioni presidenziali.

## Posizioni e idee politiche
Akşener sostiene la laicità dello Stato, promuove un rafforzamento dei legami con l'Unione europea e ribadisce il ruolo della NATO nella difesa della Turchia. Si definisce conservatrice sulle questioni religiose. Come sostenitrice del ritorno a un sistema parlamentare, difende l'indipendenza del sistema giudiziario, contrapponendosi al presidente Erdoğan e alle sue tendenze autocratiche. È oggetto di una notevole impopolarità tra la popolazione curda a causa del suo mandato come Ministro dell'Interno durante il periodo più repressivo delle politiche anti-curde nel sud-est del paese negli anni '90.

## Vita privata
Nel 1980, Meral Gürer ha sposato l'ingegnere Tuncer Akşener, con cui ha avuto il figlio Fatih nel 1984. Akşener è stata descritta come una musulmana devota che prega regolarmente e che ha effettuato lo ḥajj. I suoi sostenitori la conoscono affettuosamente con il soprannome di Asena, in onore alla lupa leggendaria della mitologia turca. Inoltre, sostiene le squadre di calcio del Galatasaray e dell'İzmirspor.